# Lesovo, Iambol
Lesovo (în bulgară Лесово) este un sat în comuna Elhovo, regiunea Iambol,  Bulgaria. 

## Demografie
Componența etnică a satului Lesovo
     Bulgari (65,74%)
     Romi (31,16%)
     Nicio identificare (0,64%)
     Altele (2,43%)
La recensământul din 2011, populația satului Lesovo era de 616 locuitori. Din punct de vedere etnic, majoritatea locuitorilor (65,74%) erau bulgari, cu o minoritate de romi (31,16%). Pentru 0,64% din locuitori nu este cunoscută apartenența etnică.